# Beauveria epigaea
Beauveria epigaea är en svampart som först beskrevs av Brunaud, och fick sitt nu gällande namn av Langeron 1936. Beauveria epigaea ingår i släktet Beauveria och familjen Cordycipitaceae.   Inga underarter finns listade i Catalogue of Life.